# Robert King (dyrygent)
Robert King (ur. 1960 w Wombourne w Wielkiej Brytanii) – brytyjski dyrygent.
Jako chłopiec śpiewał w chórze St John’s College na Uniwersytecie Cambridge. Następnie rozpoczął studia muzyczne na Uniwersytecie w Cambridge. W 1980 roku założył zespół instrumentalny „The King's Consort”, grający na dawnych instrumentach. Założył także „Choir of The King's Consort”. Współpracował z chórem „Choir of New College Oxford”.
Wydał znaczną liczbę utworów muzyki barokowej (między innymi dzieła G.F. Händla, H. Purcella). Oprócz utworów barokowych wykonuje także muzykę późniejszych epok (np. kompozycje W.A. Mozarta). W sumie wydał ponad dziewięćdziesiąt płyt. W 2007 roku został oskarżony o molestowanie niepełnoletnich. W 2009 roku opuścił więzienie i ponownie objął funkcję dyrektora „The King's Consort”.